# 正多胞体
正多胞体 (せいたほうたい、regular polytope) とは、正多角形、正多面体などを一般次元へ拡張した、対称性の高い多胞体である。
ある正多胞体の各低次元の要素は合同であり、またそれ自体も正多胞体である。たとえば、ある正多面体の面は合同な正多角形である。ただし、デルタ多面体でわかるように、これは必要十分条件ではない。
正多胞体の必要十分な定義はさまざまだが、よく使われるのは「ファセット（facet、n - 1 次元面）が合同であり、頂点形状が合同である」というものである。

## 概要
ユークリッド空間上の正多胞体は一般の次元では3種類（正単体、正測体、正軸体）存在し、それらは標準正多胞体と呼ばれる。2～4次元はその例外で、凸なものでは2次元は無限（全ての正多角形）、3次元は5種（正四面体、正六面体、正八面体、正十二面体、正二十面体）、4次元は6種（正五胞体、正八胞体、正十六胞体、正二十四胞体、正百二十胞体、正六百胞体）の正多胞体が存在する。またこれらの次元には星型正多胞体というものも存在し、2次元は無限、3次元には4、4次元には10の星型正多胞体が存在する。
(n-1)次元の空間充填形をn次元の正多胞体とみなすこともできる。それらは3次元では3、4次元では1、5次元では3、それ以上の次元では1種が存在する。これらは無限の胞を持つ。また3次元には特殊な無限面の正多胞体として、ねじれ正多面体というものがある。これはある空間充填形からいくつかの面を取り除いたような形をしており、頂点では面がジグザグにつながれている。3種類ある。それ以外の次元にねじれ正多胞体が存在するかどうかはわかっていない。
また双曲空間上にも空間充填形が存在し、これも(n+1)次元の正多胞体の一種といえる。3次元では無限、4次元では13、5次元では11、6次元では5種がそれぞれ存在し、それ以上の次元には存在しない。
正多胞体を簡潔に表すためシュレーフリ記号が用いられる。